# 宣缯
宣缯（?—?），庆元府（今浙江宁波）人，南宋大臣，绍定初年首辅。嘉定中，拜兵部尚书、参知政事，以观文殿大学士致仕卒，赠太师，谥忠靖。与史弥远亲和。
《宋史》列传载：“嘉泰三年，太学两优释褐。历官以太学博士召试，为秘书省校书郎。升著作佐郎兼权考功郎官、知吉州、福建提点刑狱。迁考功员外郎，又迁秘书少监。时暂兼权侍立修注官、守起居舍人，为起居郎兼权侍左侍郎，编《孝宗宝训》。试吏部侍郎，权兵部尚书。嘉定十四年，同知枢密院事兼参知政事。明年，拜参知政事。以资政殿学士奉祠。端平三年召赴阙，升大学士、提举洞霄宫，以观文殿大学士致仕。卒，赠少师。诏缯尝预定策，以王尧臣故事赠太师，谥忠靖。” 
宣缯曾在宝庆元年进《即位事始》。

## 著作
- 《孝宗宝训》

## 延伸阅读
[在维基数据编辑]
 《宋史·卷419》，出自脱脱《宋史》